# 血小板衍生生長因子受體
血小板衍生生長因子受體（Platelet-derived growth factor receptors，PDGF-R）為血小板衍生生長因子（PDGF）蛋白質家族的受體，位於細胞膜表面，屬於酪胺酸激酶受體的一種。PDGF的次單元A和次單元B在調控細胞增殖、分化、生長、發育上扮演相當重要的角色。如果調控不正常，可能會引發癌症等多種疾病。
PDGF-R有兩種型態，分別為A和B，兩種型態來自於不同基因。由於PDRF-R必須由兩者結合成為雙體之後才能作用，因此PDGFRA和PDGFRB可以互相組合或自我組合為均聚物（homodimerizes，即A配A、B配B）或雜二聚物（heterodimerizes，即A配B）

## 外部連結
- 醫學主題詞表（MeSH）：Platelet-Derived+Growth+Factor+Receptors

- https://web.archive.org/web/20191215055034/https://www.angiogenesis.amgen.com/